# Volo PMTair 241
Il volo Progress Multi Trade Air 241 è stato un volo di linea interno da Siem Reap a Sihanoukville, in Cambogia. Il volo era operato dall'aviolinea regionale PMTair con un Antonov An-24. Il 25 giugno 2007, l'Antonov An-24 operante la rotta scomparve nella giungla cambogiana, vicino al monte Bokor a Kampot, mentre era in avvicinamento a Sihanoukville. Ne seguì una massiccia operazione di ricerca e soccorso, nella quale migliaia di soldati e poliziotti setacciarono l'area. L'aereo era precipitato nel sud-ovest della Cambogia, a nord-est dei monti Dâmrei. Tutte le 22 persone a bordo, la maggior parte delle quali erano turisti sudcoreani, morirono. Rimane il secondo peggior disastro aereo della storia cambogiana.
L'indagine venne completata nel marzo 2008. L'inchiesta concluse che l'incidente era stato causato da diversi fattori, tra cui la decisione dei piloti di proseguire il volo oltre la rotta designata, la decisione di continuare la discesa in condizioni meteorologiche pessime e la cattiva gestione da parte di PMTAir. Il direttore dei direttori di volo del Segretariato di Stato cambogiano per l'aviazione civile, Kao Sivoeun, dichiarò tuttavia che gli investigatori non avevano potuto stabilire se la colpa fosse della compagnia aerea o dei piloti.

## Contesto

### L'aereo
Il velivolo era un Antonov An-24B, prodotto a Ulan-Ude, in Russia, nel 1969, con numero di serie 99901908. Era di proprietà di Aquiline International Ltd., con sede negli Emirati Arabi Uniti, e operato da PMTair. Al 25 giugno, l'aereo aveva accumulato più di 25 000 cicli di volo. Era equipaggiato con due motori turboelica AI-24. Non erano stati registrati difetti tecnici prima del volo dell'incidente.

### Passeggeri ed equipaggio
A bordo dell'aereo c'erano 22 persone, anche se i rapporti non concordavano sul numero totale dei passeggeri e dell'equipaggio. I media riportarono un totale di 16 passeggeri e 6 membri dell'equipaggio, ma il rapporto d'inchiesta ufficiale riporta che a bordo c'erano 4 membri dell'equipaggio e 18 passeggeri, senza confermare la loro nazionalità. Dei passeggeri, tredici erano sudcoreani e gli altri tre provenivano dalla Repubblica Ceca. I passeggeri coreani facevano parte di un gruppo turistico. L'equipaggio era composto da 3 membri dell'equipaggio di volo e 1 dell'equipaggio di cabina, composto da un pilota uzbeko e un copilota cambogiano, un ingegnere di volo cambogiano e un'assistente di volo cambogiano. Gli altri assistenti di volo, tutti cambogiani, erano elencati come passeggeri.
Il comandante del volo 241 era Nikolay Pavlenko, 56 anni, e il suo copilota era Uth Chan Dara, 42 anni. Durante il volo, il copilota era il pilot flying. L'ingegnere di volo era Hean Chan Dara, 43 anni. Pavlenko era cittadino dell'Uzbekistan e in precedenza aveva seguito un addestramento nell'URSS. Aveva accumulato un'esperienza di volo complessiva di 10 345 ore di volo, di cui oltre 5 000 sull'Antonov An-24. Rispetto a Pavlenko, il copilota Dara aveva un'esperienza minore, con un totale di 3 520 ore di volo.

### Antefatti
L'aereo stava effettuando un volo passeggeri dall'aeroporto Internazionale di Siem Reap all'aeroporto di Sihanoukville, in Cambogia. Siem Reap era la principale città hub turistica vicino a Sihanoukville. D'altra parte, Sihanoukville era una delle destinazioni turistiche più popolari del Paese. La città era famosa per le sue spiagge e per il sito del famoso complesso di templi di Angkor Wat.
L'industria del turismo in Cambogia era migliorata e la maggior parte dei turisti proveniva dalla Corea del Sud. Secondo il Ministero del Turismo della Cambogia, nel 2006 la Corea del Sud aveva registrato il maggior numero di turisti in visita in Cambogia. Circa 221 000 sudcoreani avevano fatto parte del totale di 1,7 milioni di visitatori stranieri del 2006. La PMTair era una piccola compagnia aerea cambogiana che aveva iniziato a volare da Siem Reap a Sihanoukville nel gennaio 2007, una nuova rotta per stimolare la fiorente industria turistica del Paese, che era stata decimata a causa della prolungata guerra civile. Secondo il sito web di PMTAir, la compagnia operava sei voli settimanali di andata e ritorno tra Siem Reap e Incheon e Busan.

## L'incidente
Il volo 241 partì da Siem Reap alle 10:01 ora locale con 18 passeggeri e 4 membri dell'equipaggio. Il copilota Dara era il pilot flying, mentre il comandante Pavlenko era il pilot monitoring. L'equipaggio aveva ricevuto in precedenza informazioni meteorologiche dal controllore del traffico aereo tramite telefono. Secondo tali informazioni, c'erano nuvole e pioggia a nord di Sihanoukville. Il volo era stato autorizzato a volare direttamente a Sihanoukville.
Quando l'aereo raggiunse il punto intermedio della rotta tra Siem Reap e Sihanoukville, iniziò a deviare a sinistra della rotta. L'equipaggio potrebbe aver deciso di deviare in risposta al peggioramento delle condizioni meteorologiche. La loro decisione di deviare, tuttavia, non fu comunicata all'ATC. Il controllore, pur notando che l'aereo aveva deviato a sinistra, decise di non interrogare l'equipaggio sulla questione.
Alle 10:36 ora locale, i piloti chiesero ai controllori di Sihanoukville informazioni sulle condizioni meteorologiche generali dell'area. Successivamente, l'equipaggio chiese ai controllori dell'area di controllo di Phnom Penh di scendere a 8 000 piedi (2 400 m), cosa che venne concessa dal controllore; questi passò poi il contatto del volo 241 a Sihanoukville alle 10:42 ora locale.
Avvicinandosi all'aeroporto di destinazione, l'equipaggio chiese di scendere a 3 000 piedi (910 m). Sihanoukville li autorizzò alla discesa. Alle 10:46 ora locale, l'aereo passò sotto la copertura radar di Phnom Penh e scomparve dal radar. Le comunicazioni radio con Sihanoukville avvenivano ancora normalmente.
Alle 10:47 ora locale, l'equipaggio chiese di scendere ulteriormente a 2 000 piedi (610 m). Poiché l'aeroporto di Sihanoukville non era dotato di radar né di altri aiuti alla navigazione come VOR, DME e ILS, l'equipaggio doveva affidarsi all'osservazione visiva a terra. Il controllore chiese all'equipaggio se avessero stabilito un contatto visivo con il suolo e l'equipaggio rispose: <<Vedremo il suolo tra un attimo>>. Il controllore chiese poi se stessero incontrando difficoltà durante la discesa e l'equipaggio rispose: <<Va bene, va bene>>. L'ATC autorizzò quindi l'equipaggio a scendere a 2 000 piedi (610 m) e l'autorizzazione venne riletta dall'equipaggio alle 10:48. Questa fu l'ultima trasmissione dall'aereo.

## Ricerca e soccorso
Il contatto con l'aereo venne perso alle 10.50 ora locale, cinque minuti prima dell'atterraggio. L'aereo era scomparso sopra la fitta e montagnosa giungla di Kampot. Le autorità organizzarono una squadra di ricerca e soccorso che coinvolse migliaia di soldati e agenti di polizia locale. Gli sforzi vennero ostacolati dal terreno accidentato e dalle condizioni meteorologiche avverse.
I parenti sudcoreani che appresero la notizia della scomparsa del volo presero immediatamente un aereo dall'aeroporto di Incheon per raggiungere Phnom Penh. Vennero trasportati in autobus in un hotel della regione. Anche l'ambasciata sudcoreana venne informata della scomparsa. Funzionari e diplomatici sudcoreani furono chiamati all'aeroporto per verificare la situazione. Il primo ministro della Cambogia, Hun Sen, dichiarò che il governo avrebbe ricompensato con un totale di 5.000 dollari chiunque fosse riuscito a trovare il luogo dell'incidente, aggiungendo poi che c'erano poche speranze di trovare sopravvissuti tra le 22 persone.
Nel secondo giorno delle operazioni di ricerca, diversi soccorritori in elicottero partirono dopo una forte tempesta, perlustrando un tratto di giungla fitta e terreno montuoso, ma tornarono senza ulteriori indizi sulla posizione dell'aereo. Il primo ministro Hun Sen arrivò nella città di Kampot per discutere gli sforzi di ricerca e soccorso con i più alti ufficiali militari della Cambogia. In seguito chiese agli Stati Uniti di utilizzare i loro satelliti di sorveglianza ad alta tecnologia per contribuire alla ricerca dell'aereo scomparso. Gli Stati Uniti si unirono alle ricerche e ai soccorsi del volo 241. In seguito, il relitto venne ritrovato sul monte Phnom Damrey, a un'altitudine di 2 700 piedi (820 m), capovolto e con i corpi sparsi intorno. Non c'erano sopravvissuti. Il primo ministro tenne una conferenza stampa in risposta al ritrovamento e dichiarò: <<Questa è una tragedia che nessuno dovrebbe vivere>>.

## Le indagini
La Segreteria di Stato per l'aviazione civile ordinò alla Commissione d'inchiesta sugli incidenti aerei di indagare. Il team sarebbe stato assistito dal Comitato interstatale russo per l'aviazione (IAC) per la lettura dei registratori di volo dell'aereo. Entrambe le scatole nere, tuttavia, vennero dichiarate inutilizzabili in quanto lo IAC riferì che entrambi i registratori non contenevano alcun dato sul volo dell'incidente. Il team poteva fare affidamento solo sulle registrazioni ATC e radar del volo dell'incidente.
L'ispezione sul luogo del disastro mostrava la presenza di due aree di rottami. La maggior parte delle strutture del velivolo si trovava nel punto del relitto principale. A circa 500 metri si trovavano l'ala destra e lo stabilizzatore destro dell'aereo. L'ala destra era piegata a 90° a causa della collisione con gli alberi. In base ai risultati dell'ispezione del relitto, si poté concludere che l'ala destra e lo stabilizzatore dell'aereo avevano colpito per primi gli alberi, perdendo la portanza del velivolo e facendolo precipitare capovolto a 500 metri dal primo punto di impatto. Ulteriori ispezioni rivelarono che l'aereo non era esploso al momento dell'impatto, come dichiarò il portavoce del Ministero coreano degli Affari Esteri e del Commercio Cho Hee-Yong. Tutti i corpi, tranne uno, si trovavano all'interno dell'aereo.
Le registrazioni dell'ATC non rivelarono alcuna anomalia nelle comunicazioni tra i controllori e l'equipaggio del volo. Tuttavia, gli investigatori notarono che la maggior parte delle comunicazioni, comprese diverse parti critiche, erano state effettuate in lingua khmer anziché in inglese, nonostante il comandante del volo fosse un cittadino uzbeko che non capiva il khmer. L'indagine non poté confermare se il copilota avesse informato o tradotto al comandante le sue comunicazioni con la torre, poiché il registratore vocale della cabina di pilotaggio era inutilizzabile.
La registrazione radar mostrava che il volo aveva effettivamente deviato a sinistra rispetto alla rotta designata. Questa deviazione era stata probabilmente causata dalle condizioni meteorologiche nei pressi di Sihanoukville. I dati satellitari della regione mostravano un'ampia copertura di nubi. Alla fine, l'aereo era entrato nelle nuvole e questo aveva diminuito la visibilità dell'ambiente circostante. Gli investigatori dichiararono che l'equipaggio, confuso sulla sua reale posizione, aveva deciso di continuare la discesa nonostante il peggioramento delle condizioni meteorologiche. Alla fine, l'aereo si era scontrato con alberi e terreno a circa 27 miglia nautiche (50 km) dall'aeroporto.
Nel marzo 2008, gli inquirenti cambogiani completarono l'indagine sull'incidente del volo 241. Il rapporto indicava tre fattori come causa dell'incidente: la decisione dell'equipaggio di pilotare il velivolo attraverso un terreno montuoso nonostante la mancanza di consapevolezza della posizione esatta e del terreno circostante, la decisione dell'equipaggio di continuare la discesa nonostante le condizioni meteorologiche avverse e la cattiva gestione di PMTair. Il rapporto non riuscì a determinare la causa principale dell'incidente.

## Conseguenze
Subito dopo l'incidente, le autorità aeronautiche sudcoreane effettuarono ispezioni di sicurezza sulla PMTair e su altre sei compagnie aeree straniere. Le altre sei erano Dalavia, Garuda Indonesia Airlines, Iran Air, Royal Khmer Airlines, Sakhalinsk Airlines e Vladivostok Air. Le autorità cambogiane sospesero tutti i voli nazionali della PMTAir, che ripresero solo dopo la pubblicazione del rapporto investigativo. La compagnia aerea cessò tutte le operazioni nel 2008.
Nel 2011, un tribunale coreano diede ragione alle cause intentate da 11 famiglie delle vittime e ordinò alla PMTAir di pagare un risarcimento per un totale di 3,2 miliardi di KRW.